# Средноатлантическа празнина
Средноатлантическата празнина е географски термин, прилаган за незащитена зона извън обсега на самолетите за противоподводна отбрана на крайбрежното командване на Кралски военновъздушни сили по време на битката за Атлантика във Втората световна война. Той е наричан още Черната яма, Атлантическата празнина, Въздушната празнина, Гренландската празнина или просто „Празнината“. В този район търговските флотове търпят тежки загуби от германските подводници. Празнината е затворена през май 1943 г., тъй като все по-голям брой B-24 Либърейтър (модел с много голям обхват) и ескортни самолетоносачи стават достъпни и проблемите с базирането на самолетите е решено.